# Résultats électoraux de Mercier
Les résultats électoraux de Mercier, depuis la création de la circonscription  en 1965, sont inscrits dans les tableaux ci-dessous.
| Aller aux résultats d'une élection                                                                                   |
| --- |
| 1966 • 1970 • 1973 • 1976 • 1981 • 1985 • 1989 • 1994 • 1998 • 2001 • 2003 • 2007 • 2008 • 2012 • 2014 • 2018 • 2022 |

## Résultats
|                                                                                               | Nom                     | Parti            | Nombre de voix | %      | Maj.   |
| --------------------------------------------------------------------------------------------- | ----------------------- | ---------------- | -------------- | ------ | ------ |
|                                                                                               | Ruba Ghazal (sortante)  | Québec solidaire | 14 755         | 53,9 % | 10 769 |
|                                                                                               | Sabrina Mercier-Ullhorn | Parti québécois  | 3 986          | 14,6 % | -      |
|                                                                                               | Catherine Boundjia      | Libéral          | 3 837          | 14 %   | -      |
|                                                                                               | Florence Lavictoire     | Coalition avenir | 2 814          | 10,3 % | -      |
|                                                                                               | Emmanuel Da Costa       | Conservateur     | 1 051          | 3,8 %  | -      |
|                                                                                               | Véronique Langlois      | Vert             | 818            | 3 %    | -      |
|                                                                                               | Jenny Cartwright        | Parti nul        | 102            | 0,4 %  | -      |
| Total                                                                                         | Total                   | Total            | 27 363         | 100 %  |        |
| Le taux de participation lors de l'élection était de 63,6 % et 238 bulletins ont été rejetés. |                         |                  |                |        |        |

|                                                                                               | Nom                 | Parti              | Nombre de voix | %      | Maj.   |
| --------------------------------------------------------------------------------------------- | ------------------- | ------------------ | -------------- | ------ | ------ |
|                                                                                               | Ruba Ghazal         | Québec solidaire   | 15 919         | 54,5 % | 10 747 |
|                                                                                               | Gabrielle Collu     | Libéral            | 5 172          | 17,7 % | -      |
|                                                                                               | Michelle Blanc      | Parti québécois    | 3 542          | 12,1 % | -      |
|                                                                                               | Johanne Gagné       | Coalition avenir   | 2 348          | 8 %    | -      |
|                                                                                               | Stephanie Rochemont | Vert               | 1 102          | 3,8 %  | -      |
|                                                                                               | Conrad Thompson     | NPD Québec         | 738            | 2,5 %  | -      |
|                                                                                               | Malou Marcil        | Parti nul          | 233            | 0,8 %  | -      |
|                                                                                               | Ludovic Proulx      | Conservateur       | 122            | 0,4 %  | -      |
|                                                                                               | Serge Lachapelle    | Marxiste-léniniste | 34             | 0,1 %  | -      |
| Total                                                                                         | Total               | Total              | 29 210         | 100 %  |        |
| Le taux de participation lors de l'élection était de 65,6 % et 322 bulletins ont été rejetés. |                     |                    |                |        |        |

|                                                                                               | Nom                   | Parti            | Nombre de voix | %      | Maj.  |
| --------------------------------------------------------------------------------------------- | --------------------- | ---------------- | -------------- | ------ | ----- |
|                                                                                               | Amir Khadir (sortant) | Québec solidaire | 13 228         | 46,2 % | 6 635 |
|                                                                                               | Richard Sagala        | Libéral          | 6 593          | 23 %   | -     |
|                                                                                               | Sylvie Legault        | Parti québécois  | 5 872          | 20,5 % | -     |
|                                                                                               | Alain Clavet          | Coalition avenir | 2 400          | 8,4 %  | -     |
|                                                                                               | Martin Servant        | Option nationale | 228            | 0,8 %  | -     |
|                                                                                               | Hate's Deslandes      | Bloc pot         | 189            | 0,7 %  | -     |
|                                                                                               | Roger Hughes          | Indépendant      | 129            | 0,5 %  | -     |
| Total                                                                                         | Total                 | Total            | 28 639         | 100 %  |       |
| Le taux de participation lors de l'élection était de 72,4 % et 360 bulletins ont été rejetés. |                       |                  |                |        |       |

|                                                                                               | Nom                   | Parti            | Nombre de voix | %      | Maj.  |
| --------------------------------------------------------------------------------------------- | --------------------- | ---------------- | -------------- | ------ | ----- |
|                                                                                               | Amir Khadir (sortant) | Québec solidaire | 14 164         | 46,7 % | 7 027 |
|                                                                                               | Jean Poirier          | Parti québécois  | 7 137          | 23,5 % | -     |
|                                                                                               | Anne Pâquet           | Libéral          | 4 091          | 13,5 % | -     |
|                                                                                               | Julie Boncompain      | Coalition avenir | 3 336          | 11 %   | -     |
|                                                                                               | David Kovacs          | Vert             | 859            | 2,8 %  | -     |
|                                                                                               | Nic Payne             | Option nationale | 722            | 2,4 %  | -     |
| Total                                                                                         | Total                 | Total            | 30 309         | 100 %  |       |
| Le taux de participation lors de l'élection était de 76,3 % et 252 bulletins ont été rejetés. |                       |                  |                |        |       |

|                                                                                             | Nom                   | Parti                        | Nombre de voix | %      | Maj. |
| ------------------------------------------------------------------------------------------- | --------------------- | ---------------------------- | -------------- | ------ | ---- |
|                                                                                             | Amir Khadir           | Québec solidaire             | 8 597          | 37,9 % | 810  |
|                                                                                             | Daniel Turp (sortant) | Parti québécois              | 7 787          | 34,3 % | -    |
|                                                                                             | Catherine Émond       | Libéral                      | 4 842          | 21,3 % | -    |
|                                                                                             | Olivier Adam          | Vert                         | 818            | 3,6 %  | -    |
|                                                                                             | Élisa Fortin-Toutant  | Action démocratique          | 565            | 2,5 %  | -    |
|                                                                                             | Jean-Marc Labrèche    | Parti indépendantiste (2008) | 83             | 0,4 %  | -    |
| Total                                                                                       | Total                 | Total                        | 22 692         | 100 %  |      |
| Le taux de participation lors de l'élection était de 56 % et 224 bulletins ont été rejetés. |                       |                              |                |        |      |

|                                                                                               | Nom                   | Parti               | Nombre de voix | %      | Maj.  |
| --------------------------------------------------------------------------------------------- | --------------------- | ------------------- | -------------- | ------ | ----- |
|                                                                                               | Daniel Turp (sortant) | Parti québécois     | 9 426          | 33,3 % | 1 123 |
|                                                                                               | Amir Khadir           | Québec solidaire    | 8 303          | 29,4 % | -     |
|                                                                                               | Nathalie Rochefort    | Libéral             | 5 601          | 19,8 % | -     |
|                                                                                               | Sylvain Valiquette    | Vert                | 2 398          | 8,5 %  | -     |
|                                                                                               | Gabriel Tupula Yamba  | Action démocratique | 2 381          | 8,4 %  | -     |
|                                                                                               | Nicky Tanguay         | Bloc pot            | 156            | 0,6 %  | -     |
| Total                                                                                         | Total                 | Total               | 28 265         | 100 %  |       |
| Le taux de participation lors de l'élection était de 69,3 % et 237 bulletins ont été rejetés. |                       |                     |                |        |       |

|                                                                                               | Nom                          | Parti               | Nombre de voix | %      | Maj.  |
| --------------------------------------------------------------------------------------------- | ---------------------------- | ------------------- | -------------- | ------ | ----- |
|                                                                                               | Daniel Turp                  | Parti québécois     | 13 334         | 45,3 % | 4 920 |
|                                                                                               | Nathalie Rochefort (sortant) | Libéral             | 8 414          | 28,6 % | -     |
|                                                                                               | Amir Khadir                  | UFP                 | 5 278          | 17,9 % | -     |
|                                                                                               | Vivian Goulder               | Action démocratique | 1 855          | 6,3 %  | -     |
|                                                                                               | Lyne Rivard                  | Bloc pot            | 579            | 2 %    | -     |
| Total                                                                                         | Total                        | Total               | 29 460         | 100 %  |       |
| Le taux de participation lors de l'élection était de 69,6 % et 308 bulletins ont été rejetés. |                              |                     |                |        |       |

|                                                                                               | Nom                | Parti               | Nombre de voix | %      | Maj.  |
| --------------------------------------------------------------------------------------------- | ------------------ | ------------------- | -------------- | ------ | ----- |
|                                                                                               | Nathalie Rochefort | Libéral             | 5 953          | 34,7 % | 1 038 |
|                                                                                               | Claudel Toussaint  | Parti québécois     | 4 915          | 28,6 % | -     |
|                                                                                               | Paul Cliche        | UFP                 | 4 163          | 24,2 % | -     |
|                                                                                               | André Larocque     | Action démocratique | 1 077          | 6,3 %  | -     |
|                                                                                               | Pierre Audette     | Bloc pot            | 890            | 5,2 %  | -     |
|                                                                                               | Man Yee Cheung     | Sans désignation    | 67             | 0,4 %  | -     |
|                                                                                               | Charles Robidoux   | Indépendant         | 50             | 0,3 %  | -     |
|                                                                                               | Michel Prairie     | Sans désignation    | 32             | 0,2 %  | -     |
|                                                                                               | Régent Millette    | Indépendant         | 27             | 0,2 %  | -     |
| Total                                                                                         | Total              | Total               | 17 174         | 100 %  |       |
| Le taux de participation lors de l'élection était de 41,1 % et 352 bulletins ont été rejetés. |                    |                     |                |        |       |

|                                                                                               | Nom                        | Parti                 | Nombre de voix | %      | Maj.  |
| --------------------------------------------------------------------------------------------- | -------------------------- | --------------------- | -------------- | ------ | ----- |
|                                                                                               | Robert Perreault (sortant) | Parti québécois       | 17 522         | 55,3 % | 8 517 |
|                                                                                               | Elizabeth Da Silva         | Libéral               | 9 005          | 28,4 % | -     |
|                                                                                               | Paul Benevides             | Action démocratique   | 2 818          | 8,9 %  | -     |
|                                                                                               | Marc St-Maurice            | Bloc pot              | 985            | 3,1 %  | -     |
|                                                                                               | Guylaine Sirard            | Démocratie socialiste | 873            | 2,8 %  | -     |
|                                                                                               | Ann Farrell                | Indépendant           | 158            | 0,5 %  | -     |
|                                                                                               | Pierre Bergeron            | Loi naturelle         | 154            | 0,5 %  | -     |
|                                                                                               | Normand Chouinard          | Marxiste-léniniste    | 79             | 0,2 %  | -     |
|                                                                                               | Pierre Smith               | Communiste            | 67             | 0,2 %  | -     |
| Total                                                                                         | Total                      | Total                 | 31 661         | 100 %  |       |
| Le taux de participation lors de l'élection était de 75,2 % et 493 bulletins ont été rejetés. |                            |                       |                |        |       |

|                                                                                               | Nom                        | Parti                | Nombre de voix | %      | Maj.  |
| --------------------------------------------------------------------------------------------- | -------------------------- | -------------------- | -------------- | ------ | ----- |
|                                                                                               | Robert Perreault (sortant) | Parti québécois      | 17 523         | 56,5 % | 8 044 |
|                                                                                               | Alda Viero                 | Libéral              | 9 479          | 30,6 % | -     |
|                                                                                               | Carole Boucher             | Action démocratique  | 1 681          | 5,4 %  | -     |
|                                                                                               | Jean-François Labadie      | Vert                 | 865            | 2,8 %  | -     |
|                                                                                               | Renée-Claude Lorimier      | NPD Québec           | 815            | 2,6 %  | -     |
|                                                                                               | Marylise Baux              | Loi naturelle        | 259            | 0,8 %  | -     |
|                                                                                               | Julie Laliberté            | République du Canada | 173            | 0,6 %  | -     |
|                                                                                               | Ginette Gauthier           | Communiste           | 129            | 0,4 %  | -     |
|                                                                                               | Hélène Héroux              | Marxiste-léniniste   | 102            | 0,3 %  | -     |
| Total                                                                                         | Total                      | Total                | 31 026         | 100 %  |       |
| Le taux de participation lors de l'élection était de 80,3 % et 815 bulletins ont été rejetés. |                            |                      |                |        |       |

|                                                                                               | Nom                    | Parti                | Nombre de voix | %      | Maj.  |
| --------------------------------------------------------------------------------------------- | ---------------------- | -------------------- | -------------- | ------ | ----- |
|                                                                                               | Gérald Godin (sortant) | Parti québécois      | 13 371         | 57,1 % | 6 254 |
|                                                                                               | Daniel Gagnon          | Libéral              | 7 117          | 30,4 % | -     |
|                                                                                               | Manon Dubé             | Vert                 | 1 961          | 8,4 %  | -     |
|                                                                                               | Robert Saint-Louis     | NPD Québec           | 567            | 2,4 %  | -     |
|                                                                                               | Philippe Pouyer        | Travailleurs         | 168            | 0,7 %  | -     |
|                                                                                               | Arnold August          | Marxiste-léniniste   | 108            | 0,5 %  | -     |
|                                                                                               | Gérard Talbot          | Mouvement socialiste | 106            | 0,5 %  | -     |
| Total                                                                                         | Total                  | Total                | 23 398         | 100 %  |       |
| Le taux de participation lors de l'élection était de 71,9 % et 471 bulletins ont été rejetés. |                        |                      |                |        |       |

|                                                                                               | Nom                    | Parti                        | Nombre de voix | %      | Maj.  |
| --------------------------------------------------------------------------------------------- | ---------------------- | ---------------------------- | -------------- | ------ | ----- |
|                                                                                               | Gérald Godin (sortant) | Parti québécois              | 12 062         | 47,1 % | 1 102 |
|                                                                                               | John Parisella         | Libéral                      | 10 960         | 42,8 % | -     |
|                                                                                               | Roger Couvrette        | NPD Québec                   | 1 200          | 4,7 %  | -     |
|                                                                                               | Yves Blanchette        | Vert                         | 437            | 1,7 %  | -     |
|                                                                                               | Colette Renaud         | Parti humaniste              | 348            | 1,4 %  | -     |
|                                                                                               | Denis Bourgeois        | Parti indépendantiste (2008) | 319            | 1,2 %  | -     |
|                                                                                               | Gilles Côté            | Indépendant                  | 97             | 0,4 %  | -     |
|                                                                                               | Elena Mendez           | Commonwealth du Canada       | 75             | 0,3 %  | -     |
|                                                                                               | Gaetan Trudel          | Communiste                   | 73             | 0,3 %  | -     |
|                                                                                               | Philippe Pouyer        | Travailleurs                 | 31             | 0,1 %  | -     |
| Total                                                                                         | Total                  | Total                        | 25 602         | 100 %  |       |
| Le taux de participation lors de l'élection était de 71,1 % et 451 bulletins ont été rejetés. |                        |                              |                |        |       |

|                                                                                               | Nom                    | Parti              | Nombre de voix | %      | Maj.  |
| --------------------------------------------------------------------------------------------- | ---------------------- | ------------------ | -------------- | ------ | ----- |
|                                                                                               | Gérald Godin (sortant) | Parti québécois    | 16 252         | 54,5 % | 3 919 |
|                                                                                               | Yves Blériault         | Libéral            | 12 333         | 41,4 % | -     |
|                                                                                               | Roger Courtemanche     | Union nationale    | 495            | 1,7 %  | -     |
|                                                                                               | Roger Rashi            | Communiste ouvrier | 250            | 0,8 %  | -     |
|                                                                                               | Jacques Côté           | Marxiste-léniniste | 125            | 0,4 %  | -     |
|                                                                                               | Gilles Côté            | Crédit social uni  | 118            | 0,4 %  | -     |
|                                                                                               | Richard Langlois       | Indépendant        | 116            | 0,4 %  | -     |
|                                                                                               | Gérard Lachance        | Travailleurs       | 115            | 0,4 %  | -     |
| Total                                                                                         | Total                  | Total              | 29 804         | 100 %  |       |
| Le taux de participation lors de l'élection était de 79,9 % et 489 bulletins ont été rejetés. |                        |                    |                |        |       |

|                                                                                               | Nom                       | Parti            | Nombre de voix | %      | Maj.  |
| --------------------------------------------------------------------------------------------- | ------------------------- | ---------------- | -------------- | ------ | ----- |
|                                                                                               | Gérald Godin              | Parti québécois  | 13 450         | 51,4 % | 3 736 |
|                                                                                               | Robert Bourassa (sortant) | Libéral          | 9 714          | 37,1 % | -     |
|                                                                                               | Giuseppe Anzini           | Union nationale  | 1 975          | 7,5 %  | -     |
|                                                                                               | Robert Roy                | Créditiste       | 647            | 2,5 %  | -     |
|                                                                                               | Henri-François Gautrin    | NPD Québec       | 139            | 0,5 %  | -     |
|                                                                                               | Guy Desautels             | Communiste       | 116            | 0,4 %  | -     |
|                                                                                               | Gaston Morin              | Travailleurs     | 77             | 0,3 %  | -     |
|                                                                                               | Louise Quimet             | Sans désignation | 58             | 0,2 %  | -     |
| Total                                                                                         | Total                     | Total            | 26 176         | 100 %  |       |
| Le taux de participation lors de l'élection était de 81,8 % et 862 bulletins ont été rejetés. |                           |                  |                |        |       |

|                                                                                               | Nom                    | Parti              | Nombre de voix | %      | Maj.  |
| --------------------------------------------------------------------------------------------- | ---------------------- | ------------------ | -------------- | ------ | ----- |
|                                                                                               | Robert Bourassa        | Libéral            | 13 757         | 52,9 % | 2 880 |
|                                                                                               | Louis O'Neill          | Parti québécois    | 10 877         | 41,8 % | -     |
|                                                                                               | Georges Brault         | Créditiste         | 809            | 3,1 %  | -     |
|                                                                                               | Jean-Louis Décarie     | Union nationale    | 411            | 1,6 %  | -     |
|                                                                                               | Robert-A. Cruise       | Marxiste-léniniste | 70             | 0,3 %  | -     |
|                                                                                               | Guy Robillard          | Indépendant        | 53             | 0,2 %  | -     |
|                                                                                               | Jeannette Pratte Walsh | Communiste         | 23             | 0,1 %  | -     |
|                                                                                               | Guy Robitaille         | Sans désignation   | 18             | 0,1 %  | -     |
| Total                                                                                         | Total                  | Total              | 26 018         | 100 %  |       |
| Le taux de participation lors de l'élection était de 75,1 % et 752 bulletins ont été rejetés. |                        |                    |                |        |       |

|       | Nom                       | Parti                 | Nombre de voix | %      | Maj.  |
| ----- | ------------------------- | --------------------- | -------------- | ------ | ----- |
|       | Robert Bourassa (sortant) | Libéral               | 15 337         | 46,7 % | 3 061 |
|       | Pierre Bourgault          | Parti québécois       | 12 276         | 37,3 % | -     |
|       | Conrad Touchette          | Union nationale       | 4 145          | 12,6 % | -     |
|       | Clément Patry             | Ralliement créditiste | 1 011          | 3,1 %  | -     |
|       | Paul Ouellet              | Communiste            | 106            | 0,3 %  | -     |
| Total | Total                     | Total                 | 32 875         | 100 %  |       |

|       | Nom                     | Parti               | Nombre de voix | %      | Maj. |
| ----- | ----------------------- | ------------------- | -------------- | ------ | ---- |
|       | Robert Bourassa         | Libéral             | 11 759         | 44,3 % | 518  |
|       | Conrad Touchette        | Union nationale     | 11 241         | 42,3 % | -    |
|       | André Dagenais          | RIN                 | 3 115          | 11,7 % | -    |
|       | Roger Smith             | Ralliement national | 335            | 1,3 %  | -    |
|       | Lucien-Jacques Cossette | Communiste          | 112            | 0,4 %  | -    |
| Total | Total                   | Total               | 26 562         | 100 %  |      |